# Нарін
Нарі́н (рос. Нарин) — село у складі Могойтуйського району Забайкальського краю, Росія. Входить до складу Усть-Нарінського сільського поселення.

## Історія
Село було утворено 2013 року шляхом виділення зі складу села Усть-Нарін.